# Ніжинське ремісниче училище імені А. Ф. Кушакевича

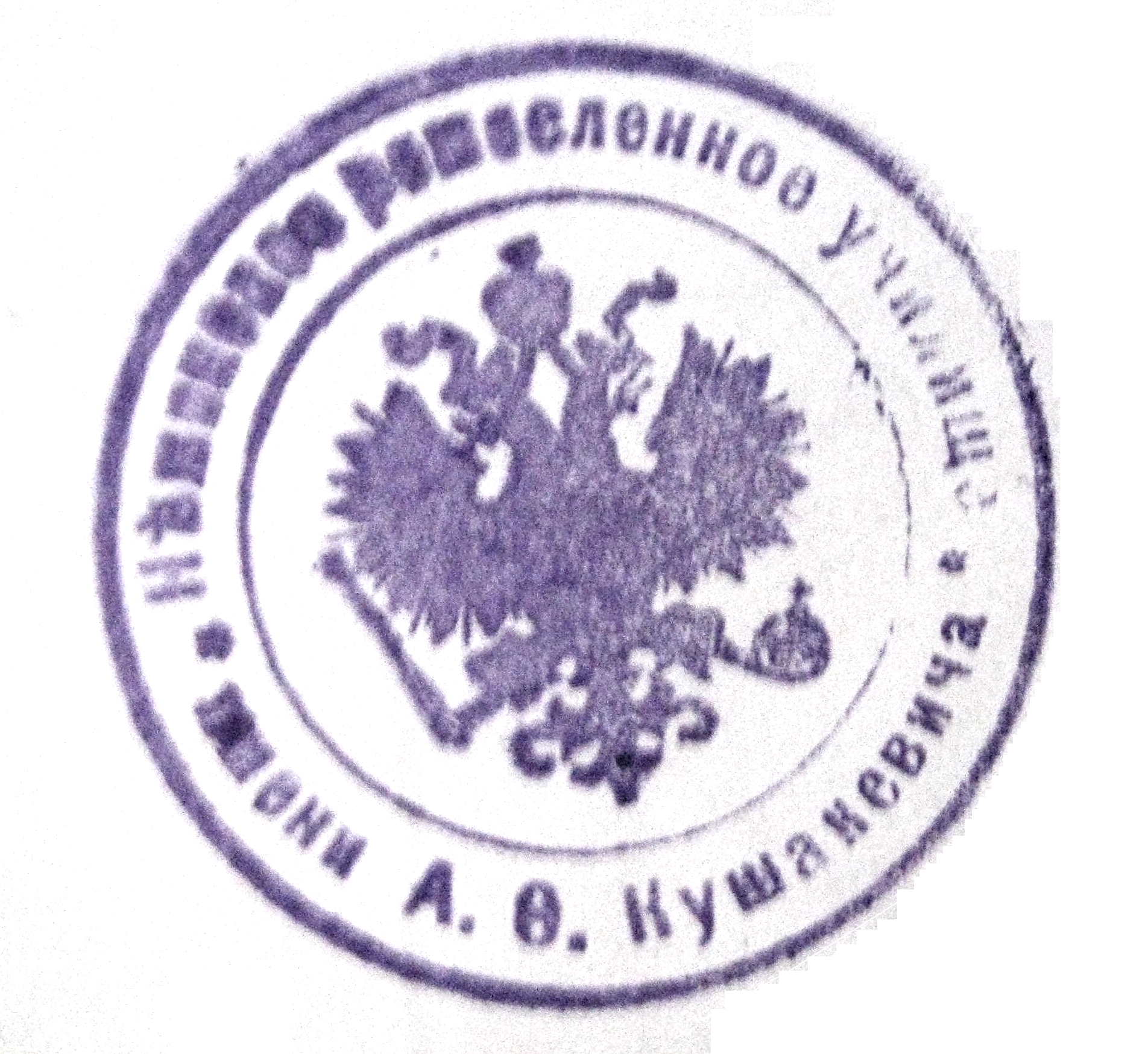
Печатка училища

Ніжинське ремісниче училище імені А. Ф. Кушакевича (1895—1900) — професійно-технічний навчальний заклад, який готував кваліфікованих робітників для розвитку економіки регіону. Правонаступником навчального закладу є Ніжинський агротехнічний інститут.

## Заснування
23 листопада 1888 р. гласні Ніжинської думи, вислухавши доповідь міського голови П. Ф. Кушакевича про залишені його покійним дядьком, колезьким радником, Андрієм Федоровичем Кушакевичем (…-1877) капітали на заснування в Ніжині технічного училища, постановили виділити дві десятини землі й клопотати про створення в місті подібного навчального закладу. Коли з'ясувалося, що залишених капіталів на цю справу недостатньо, вирішили створити ремісниче училище за зразковим статутом 1889 р. й асигнувати на утримання цього навчального закладу по 1000 крб. щорічно. 18 січня 1892 р. государ-імператор «высочайше соизволил» присвоїти училищу ім'я А. Ф. Кушакевича. Нарешті, на підставі «височайше приведенного мнения» Державної ради від 6 грудня 1893 р. відкрили 1 липня 1895 р.

## Відкриття

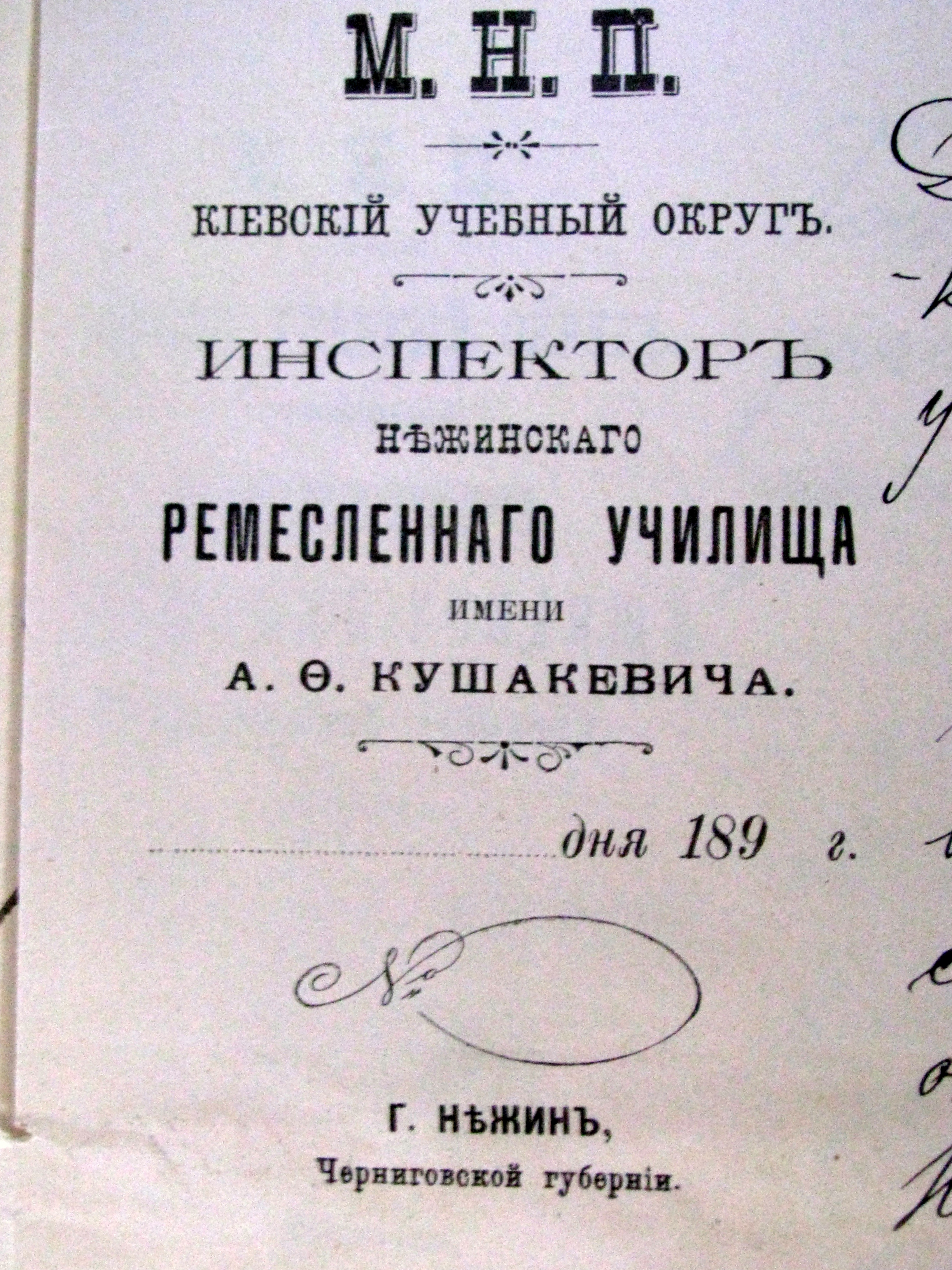
Штамп інспектора

На урочистій церемонії закладки першого каменя 1 липня 1895 р. були присутні міністр народної просвіти І. Д. Делянов та попечитель Київського навчального округу В. В. Вельямінов-Зернов. Будинок училища побудували за проектом архітектора Санкт-Петербурзького навчального округу А. Н. Іосса в 1896 р. Спочатку училище розмістилося в орендованому приміщенні по вулиці Земській.

## Фінансування
Витрати на утримання покривались із сум державного казначейства в розмірі 6960 крб., а також із відсотків на капітал у 84200 крб., залишений покійним А. Ф. Кушакевичем.

## Спеціалізація
Призначенням навчального закладу, який мав два відділи — слюсарний і столярний, — було готувати столярів, слюсарів, машиністів для роботи на парових котлах та фахівців інших професій, необхідних на той час ремісничим майстерням Ніжина. При училищі діяли вечірні курси.

## Керівники
- Інспектор Денис Миколайович Поддергін (1895—1898).
- Інспектор Василь Іванович Нечкін (1898—1900), батько видатного вченого, академіка, історика Нечкіної Міліци Василівни.
- Почесний попечитель училища — Павло Федорович Кушакевич, дійсний статський радник — закінчив Петроградське ремісниче училище Миколи Цесаревича. Із грудня 1897 р. викладав технології матеріалів, креслення в спеціальних класах, а також проводив практичні заняття з технології металів, практичні роботи в майстернях училища.

## Навчальний процес

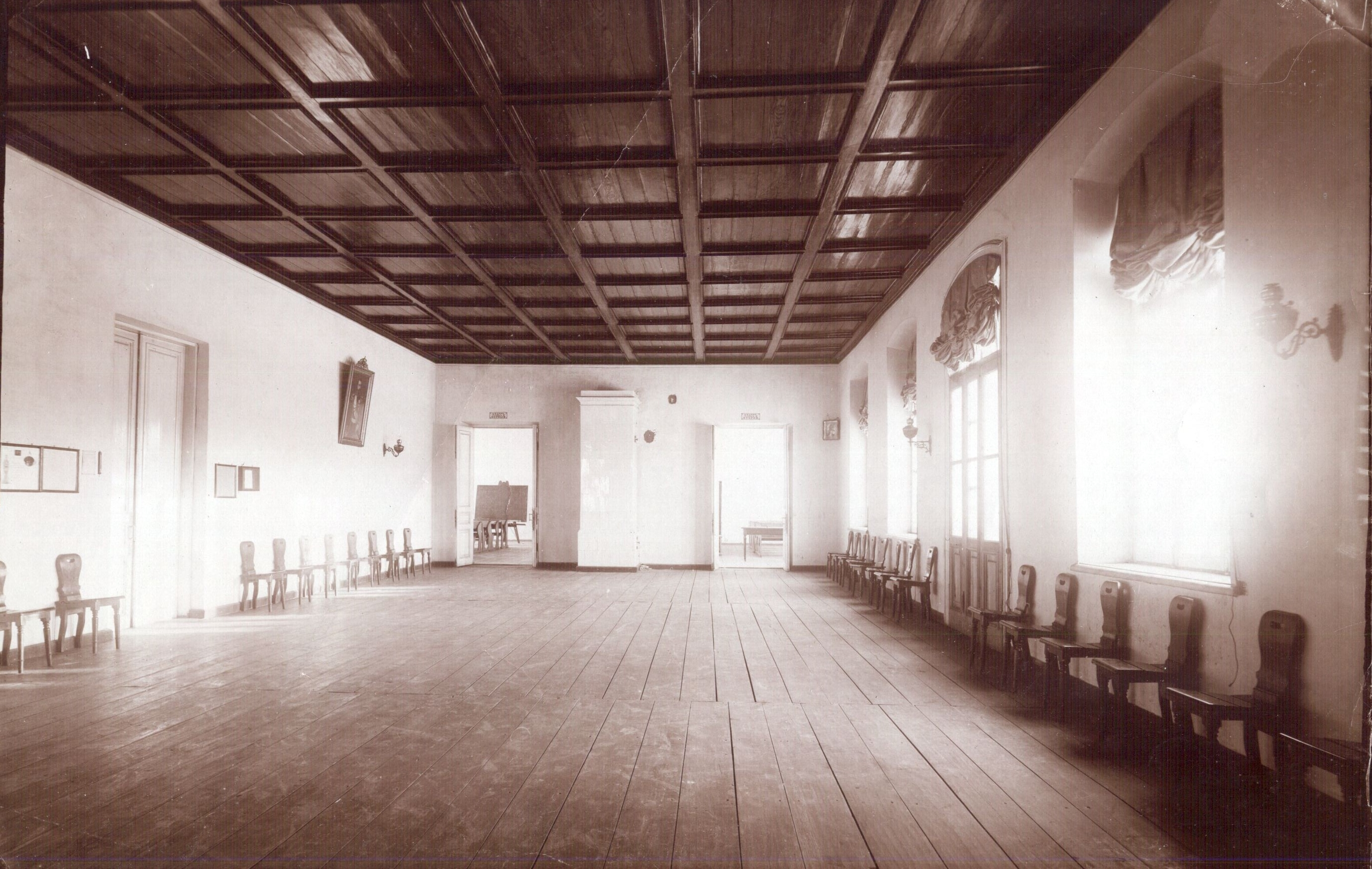
Коридор другого поверху училища

Навчальний процес у Ніжинському ремісничому училищі відбувався згідно з діючими навчальними програмами для подібного типу спеціальних навчальних закладів у всій Російській імперії. Навчання тривало три роки. Робочий тиждень був шестиденним (неділя — вихідний). У першій половині дня, із 800 до 1200, у класах відбувалися заняття тривалістю одну годину кожне. Після обідньої перерви з 1400 до 1800 проводились заняття в майстернях. В училищі читалися закон Божий, російська мова, арифметика, рахівництво, загальні поняття з фізики, технологія дерева й металів, креслення та малювання. 
| Кількість навчальних годин на тиждень |        |         |          |
|                                       | І клас | ІІ клас | ІІІ клас |
| Теоретичні заняття                    | 18     | 19      | 20       |
| Практичні заняття                     | 24     | 24      | 24       |
| Усього                                | 42     | 43      | 44       |

### Вечірні курси
Відповідно до розробленого положення «О технических курсах для ремесленных подмастерьев и учеников г. Нежина» заняття повинні тривати з 1 вересня до 15 травня щороку в будні дні (вихідні — субота й неділя), з 1900 до 2100 у майстернях та навчальних класах Ніжинського ремісничого училища.

## Практичне навчання
Учні отримували необхідні практичні навички у майстернях, робота в яких приносила додатковий заробіток навчальному закладу, оскільки вироби учнів успішно реалізовувалися мешканцям міста. У слюсарній майстерні виконувалися замовлення на ремонт техніки, у столярній майстерні створювали вироби з дерева (етажерки, шафи, столи). Навчальному закладу належала ферма. Вона знаходилася «при Київському тракті за 3-3,5 версти від будівлі училища й за 2,5 версти від станції Ніжин Московсько-Київсько-Воронезької залізниці, площею 19 десятин землі». На полях ферми вирощували пшеницю, жито, овес, конюшину, кормовий буряк, квасолю.

## Навчальне обладнання
Чотири токарних, два стругальних, свердлильний та вальцювальний верстати, 22 тисків та на 36 карбованців ковальського й на 1100 крб. слюсарного інструменту. Крім того, з 1897 р. училище мало паровий котел вертикальної системи «Кохранъ» із робочим тиском 6 атмосфер для обслуговування парових машин.

## Міжнародна діяльність

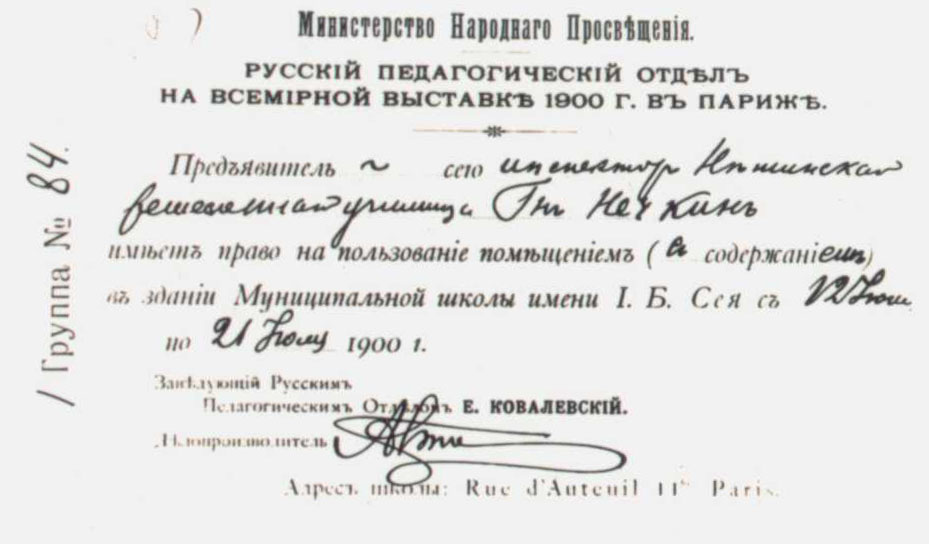
Квиток учасника Всесвітньої виставки 1900 р. в Парижі

У 1900 році колектив навчального закладу став учасником усесвітньої виставки в Парижі, на якій демонструвалися кращі роботи учнів.

## Соціальний розподіл учнів

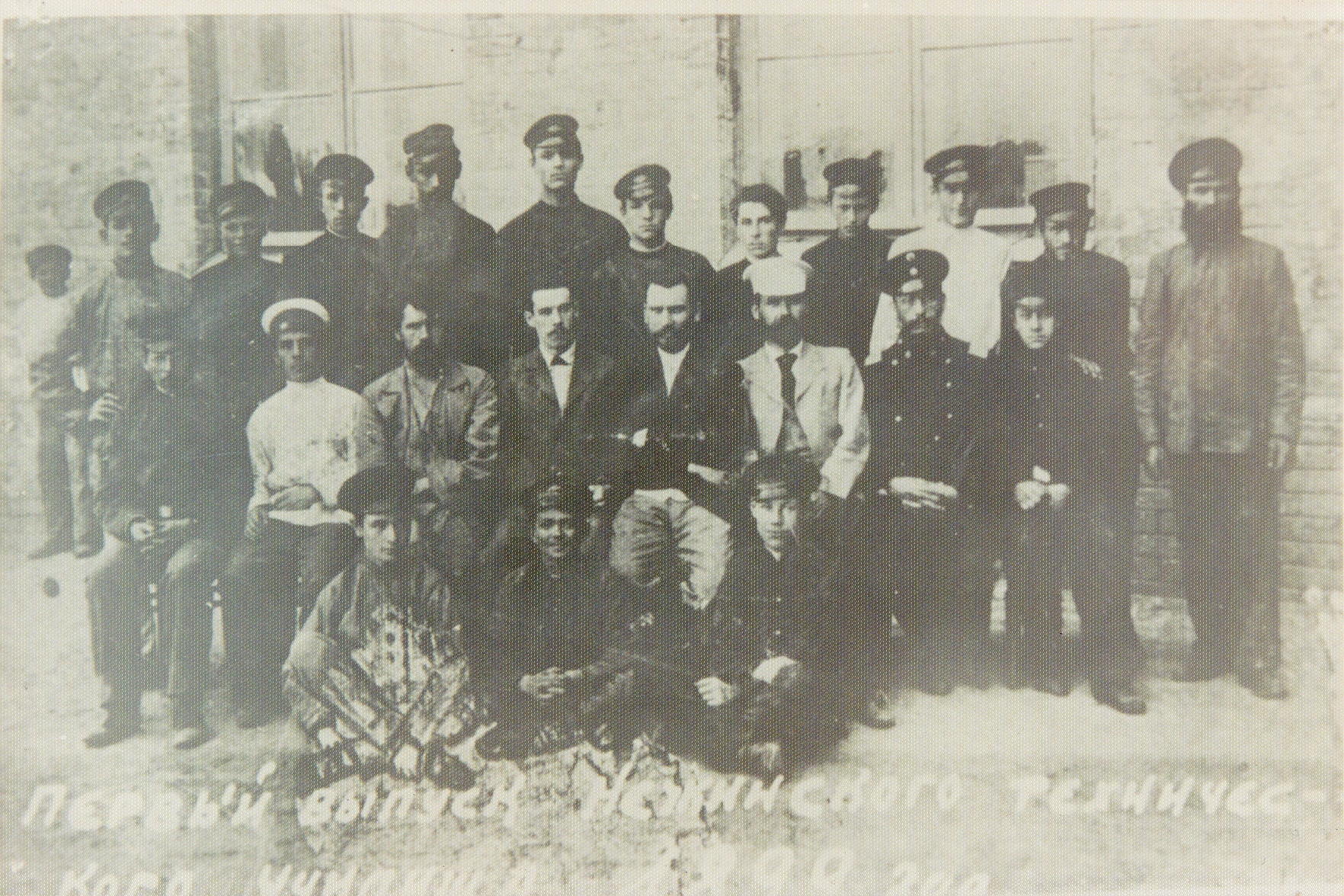
Перший випуск училища 1898 р.

Про розподіл учнів за віросповіданням і станам станом на 1 січня 1900 р.
| Релігія         | Кількість учнів |
| Православна     | 56              |
| Римо-католицька | 3               |
| Іудейска        | 20              |
| Інші релігії    | 1               |

| Стан                                  | Кількість учнів |
| Дворян і чиновників                   | 5               |
| Почесних громадян і купців I гільдії  | 3               |
| Міщан, купців II гільдії і ремісників | 41              |
| Селян                                 | 9               |
| Козачого стану                        | 21              |
| Інородці                              | 1               |

## Реорганізація
Розпорядженням Міністерства народної освіти від 1 липня 1900 р. Ніжинське ремісниче училище було перейменоване в Ніжинське нижче технічне училище імені А. Ф. Кушакевича.